# Sholay
Sholay (Hindi: शोले, español: Brasas) es una película de la India dirigida por Ramesh Sippy, escrita por Javed Akhtar y Salim Khan y protagonizada por Dharmendra, Amitabh Bachchan, Sanjeev Kumar, Hema Malini, Jaya Bhaduri y Amjad Khan.
Sholay recibió muy malas críticas después su estreno pero tuvo beneficios brutos de Rs 1.624.100,000 ($80.000.000). La película es la más influyente y la más exitosa de Bollywood (ajustándola a la inflación). Actualmente la película ha ganado un total de Rs. 768.81.00.000 ($160.000.000). Los diálogos y los canciones de Sholay forman partes integrantes de la cultura de la India.

## Sinopsis
Thakur Singh contrata los servicios de los ladrones Jai y Veeru para matar al bandido Gabbar Singh. Gabbar Singh asesinó la familia de Thakur y quiere vengarse de su enemigo. Cuando vienen los secuaces de Gabbar al pueblo de Thakur, Jai y Veeru les detienen por la fuerza. Gabbar está enfurecido y a los bandidos se les mata a tiros. Mientras tanto Veeru decide casarse con Basanti, una chica habladora, y Jai le enamora de la viuda Radha, nuera de Thakur. Luchan contra los bandidos durante largo tiempo pero Gabbar captura a Veeru y Basanti. Jai les socorre y es herido de muerte. Veeru y Thakur le pegan una paliza a Gabbar pero la policía llega y le arresta. Después del entierro de Jai Veeru sale el pueblo con Basanti.

## Reparto
- Dharmendra como Veeru.
- Sanjeev Kumar como Thakur Baldev Singh, Thakur Sahib.
- Amitabh Bachchan como Jai.
- Hema Malini como Basanti.
- Jaya Bhaduri como Radha.
- Amjad Khan como Gabbar Singh.
- Satyen Kappu como Ramlaal.
- A.K. Hangal como Imam.
- Sachin como Ahmed.
- Leela Mishra como Mausi.
- Iftekhar como el padre de Radha.
- Mac Mohan como Sambha.
- Viju Khote como Kaalia.
- Jagdeep como Soorma Bhopali.
- Asrani como el carcelero.
- Keshto Mukherjee como Hariram Naai.
- Raj Kishore como el prisionero.
- Helen como la gitana.
- Jalal Agha como el gitano.

## Música
La música de Sholay fue compuesta por Rahul Dev Burman y la letra fue escrita por Anand Bakshi.
| # | Canción                 | Cantantes                       | Duración |
| - | ----------------------- | ------------------------------- | -------- |
| 1 | "Jab Tak Hai Jaan"      | Lata Mangeshkar                 | 06:04    |
| 2 | "Koi Haseena"           | Kishore Kumar y Hema Malini     | 04:14    |
| 3 | "Holi Ke Din"           | Kishore Kumar y Lata Mangeshkar | 05:27    |
| 4 | "Yeh Dosti"             | Kishore Kumar y Manna Dey       | 05:25    |
| 5 | "Mehbooba Mehbooba"     | Rahul Dev Burman                | 03:43    |
| 6 | "Haan Jab Tak Hai Jaan" | Lata Mangeshkar                 | 05:29    |

## Premios

### Premios Filmfare
- Premio Filmfare al Mejor Montaje - M. S. Shinde[2] (1976)

### Premios de la Asociación de Periodistas Bengalíes del Cine
- Mejor Actor de Reparto (Hindi) - Amjad Khan[3] (1976)
- Mejor Cinematógrafo (Color) - Dwarka Divecha[3] (1976)
- Mejor Dirección de Arte - Ram Yadekar[3] (1976)